# كريستيان هلينسون
كريستيان هلينسون (مواليد 23 يناير 2004) هو لاعب كرة قدم آيسلندي يلعب في مركز خط الوسط في نادي شباب أياكس.

## وصلات خارجية
- كريستيان هلينسون على موقع الاتحاد الأوربي (الإنجليزية)
- كريستيان هلينسون على موقع قاعدة بيانات كرة القدم.إي يو (الإنجليزية)
- كريستيان هلينسون على موقع Soccerway.com (الإنجليزية)